# Tereza Marie Neapolsko-Sicilská

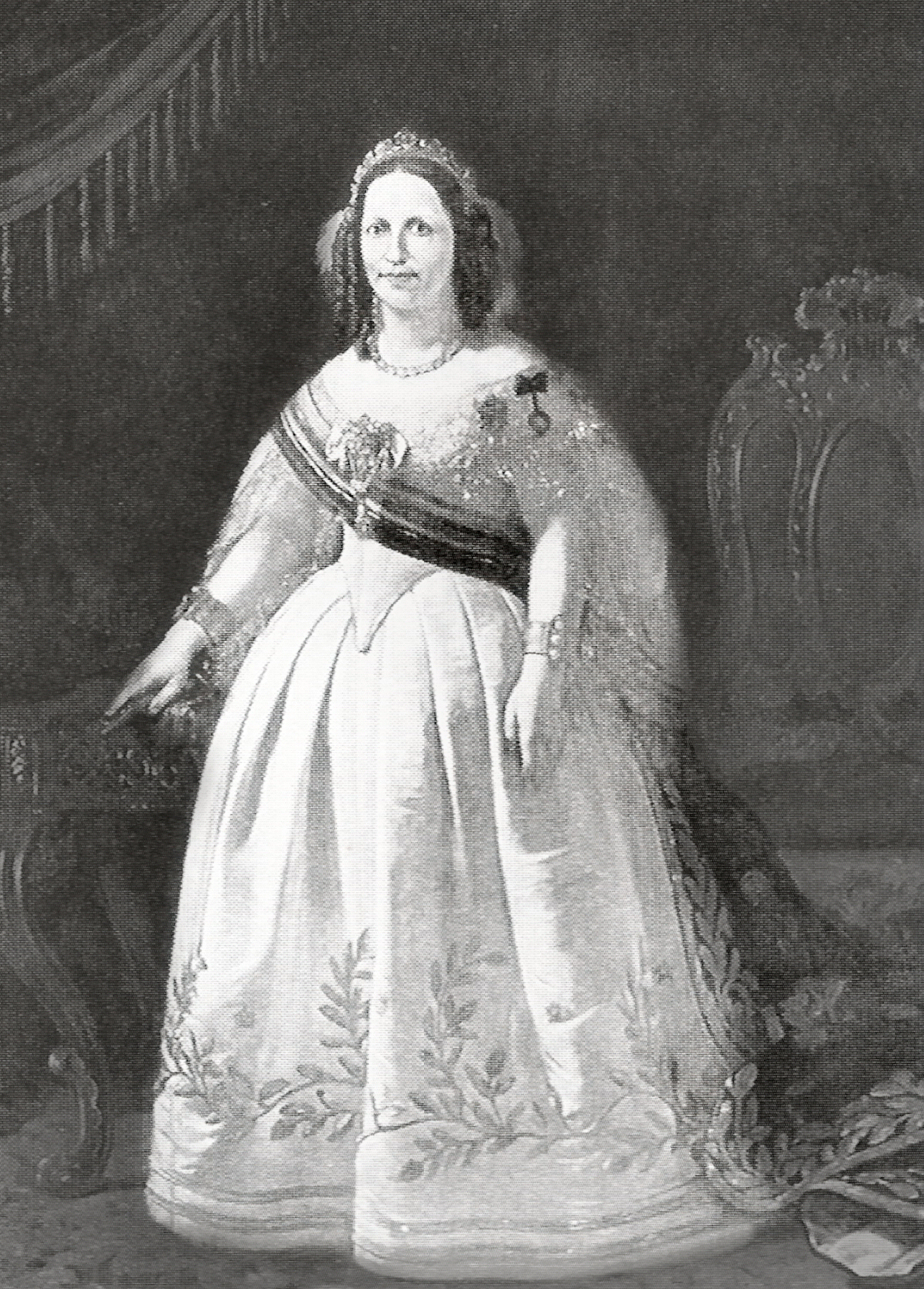
Císařovna Tereza

Dona Tereza Kristýna Marie Neapolsko-Sicilská (14. března 1822 Neapol – 28. prosince 1889 Porto), přezdívaná „Matka Brazilců“, byla císařovnou manželkou brazilského císaře Doma Petra II., který vládl v letech 1831 až 1889. Narodila se jako princezna Království obojí Sicílie v dnešní jižní Itálii a byla dcerou krále Dona Francesca I. (Františka I.) z italské větve rodu Bourbonů a jeho manželky Marie Isabely. Historici dlouho věřili, že princezna byla vychovávána v ultrakonzervativní, netolerantní atmosféře, což vedlo k její bázlivé a neasertivní povaze na veřejnosti a schopnosti spokojit se materiálně i emocionálně s málem. Nedávné studie ukázaly její komplexnější charakter.
Princezna se v roce 1843 provdala na základě plné moci za Petra II.

## Původ
Narodila se z druhého manželství neapolsko-sicilského krále Františka I. s Marií Isabelou, dcerou španělského krále Karla IV. Otec, syn neapolsko-sicilského krále Ferdinanda I., stejně jako matka pocházeli z Bourbonské dynastie (otec z větve Bourbon-Obojí Sicílie, matka z Bourbon-Anjou). Tereza měla dvanáct vlastních sourozenců a sestru z otcova prvního manželství s Marií Klementinou Habsbursko-Lotrinskou, Marii Karolínu.

### Terezini sourozenci
- Luisa Karlota (1804–1844), španělská princezna
- Marie Kristýna (1806–1878), provdaná španělská královna
- Ferdinand II. (1810–1859), král obojí Sicílie
- Carlo Fernando (1811–1862), kníže z Capuy
- Leopoldo Benjamin (1813–1860), vévoda ze Siracusy
- Marie Antonie (1814–1898), provdaná velkovévodkyně toskánská
- Antonio (1816–1843), vévoda z Lecce
- Maria Amálie (1818–1 857), provdaná španělská princezna
- Maria Karolína (1820–1861), provdaná titulární španělská královna
- Luigi (1824–1897), hrabě z Aquily
- Francesco (1827–1892), vévoda z Trapini

## Životopis

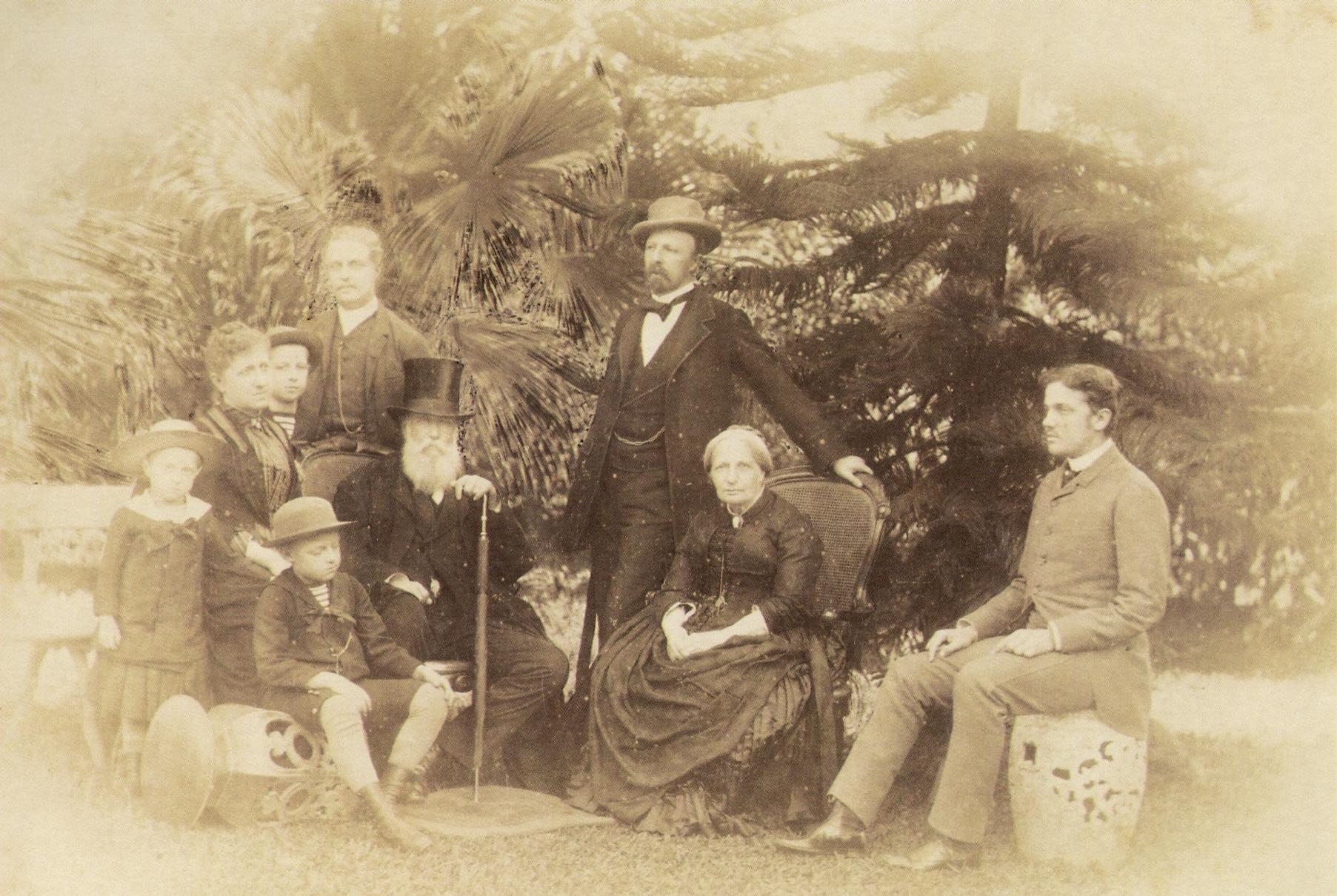
Císařovna Tereza s manželem a rodinou v roce 1887

Dne 4. září 1843 se provdala za brazilského císaře Petra II., syna císaře Petra I. a Marie Leopoldiny Habsbursko-Lotrinské. Manželství nebylo zpočátku příliš šťastné, ale později začal Pedro, který vyrostl bez matky, oceňovat laskavou a mateřskou povahu své ženy. Manželství ukončila po 46 letech společného života Terezina smrt.

## Potomci
| Jméno | Portrét | Život                                  | Poznámky |
| --- | ------- | -------------------------------------- | --- |
| Děti Petra II. Brazilského (2. prosince 1825 – 5. prosince 1891; sňatek na základě plné moci dne 30. května 1843) |         |                                        | |
| Afonso, brazilský císařský princ                                                                                  |         | 23. února 1845 – 11. června 1847       | Brazilský císařský princ od narození do své smrti. |
| Isabela, brazilská císařská princezna                                                                             |         | 29. července 1846 – 14. listopadu 1921 | Brazilská císařská princezna a díky sňatku s Gastonem Orleánským hraběnka z Eu. Z tohoto manželství měla čtyři děti. Ve chvílích, kdy její otec vycestoval do zahraničí, působila také jako císařská regentka. |
| Princezna Leopoldina Brazilská                                                                                    |         | 13. července 1847 – 7. února 1871      | Provdala se za prince Ludvíka Augusta Sasko-Kobursko-Gothajského. Z tohoto manželství vzešli čtyři synové. |
| Petr, brazilský císařský princ                                                                                    |         | 19. července 1848 – 9. ledna 1850      | Brazilský císařský princ od narození do své smrti. |

## Tituly a oslovení
- 14. března 1822 – 30. května 1843: Její královská Výsost princezna Tereza Kristýna Neapolsko-Sicilská
- 30. května 1843 – 15. listopadu 1889: Její císařské Veličenstvo, císařovna Brazílie

Celé oslovení a titul císařovny byly „Její císařské Veličenstvo Dona Tereza Kristýna, císařovna Brazílie“.

## Vývod z předků
|                                 |                                     |  |                    |                                             |  |  |  |  |  |  |  | Filip V. Španělský |
|                                 |                                     |  |                    |                                             |  |  |  |  |  |  |  |                    |
|                                 | Karel III. Španělský                |  |                    |                                             |  |  |  |  |  |  |  |                    |
|                                 |                                     |  |                    |                                             |  |  |  |  |  |  |  |                    |
|                                 |                                     |  |                    | Alžběta Parmská                             |  |  |  |  |  |  |  |                    |
|                                 |                                     |  |                    |                                             |  |  |  |  |  |  |  |                    |
|                                 | Ferdinand I. Neapolsko-Sicilský     |  |                    |                                             |  |  |  |  |  |  |  |                    |
|                                 |                                     |  |                    |                                             |  |  |  |  |  |  |  |                    |
|                                 |                                     |  |                    | August III. Polský                          |  |  |  |  |  |  |  |                    |
|                                 |                                     |  |                    |                                             |  |  |  |  |  |  |  |                    |
|                                 | Marie Amálie Saská                  |  |                    |                                             |  |  |  |  |  |  |  |                    |
|                                 |                                     |  |                    |                                             |  |  |  |  |  |  |  |                    |
|                                 |                                     |  |                    | Marie Josefa Habsburská                     |  |  |  |  |  |  |  |                    |
|                                 |                                     |  |                    |                                             |  |  |  |  |  |  |  |                    |
|                                 | František I. Neapolsko-Sicilský     |  |                    |                                             |  |  |  |  |  |  |  |                    |
|                                 |                                     |  |                    |                                             |  |  |  |  |  |  |  |                    |
|                                 |                                     |  |                    | Leopold Josef Lotrinský                     |  |  |  |  |  |  |  |                    |
|                                 |                                     |  |                    |                                             |  |  |  |  |  |  |  |                    |
|                                 | František I. Štěpán Lotrinský       |  |                    |                                             |  |  |  |  |  |  |  |                    |
|                                 |                                     |  |                    |                                             |  |  |  |  |  |  |  |                    |
|                                 |                                     |  |                    | Alžběta Charlotta Orleánská                 |  |  |  |  |  |  |  |                    |
|                                 |                                     |  |                    |                                             |  |  |  |  |  |  |  |                    |
|                                 | Marie Karolína Habsbursko-Lotrinská |  |                    |                                             |  |  |  |  |  |  |  |                    |
|                                 |                                     |  |                    |                                             |  |  |  |  |  |  |  |                    |
|                                 |                                     |  |                    | Karel VI.                                   |  |  |  |  |  |  |  |                    |
|                                 |                                     |  |                    |                                             |  |  |  |  |  |  |  |                    |
|                                 | Marie Terezie                       |  |                    |                                             |  |  |  |  |  |  |  |                    |
|                                 |                                     |  |                    |                                             |  |  |  |  |  |  |  |                    |
|                                 |                                     |  |                    | Alžběta Kristýna Brunšvicko-Wolfenbüttelská |  |  |  |  |  |  |  |                    |
|                                 |                                     |  |                    |                                             |  |  |  |  |  |  |  |                    |
| Tereza Marie Neapolsko-Sicilská |                                     |  |                    |                                             |  |  |  |  |  |  |  |                    |
|                                 |                                     |  |                    |                                             |  |  |  |  |  |  |  |                    |
|                                 |                                     |  | Filip V. Španělský |                                             |  |  |  |  |  |  |  |                    |
|                                 |                                     |  |                    |                                             |  |  |  |  |  |  |  |                    |
|                                 | Karel III. Španělský                |  |                    |                                             |  |  |  |  |  |  |  |                    |
|                                 |                                     |  |                    |                                             |  |  |  |  |  |  |  |                    |
|                                 |                                     |  |                    | Alžběta Parmská                             |  |  |  |  |  |  |  |                    |
|                                 |                                     |  |                    |                                             |  |  |  |  |  |  |  |                    |
|                                 | Karel IV. Španělský                 |  |                    |                                             |  |  |  |  |  |  |  |                    |
|                                 |                                     |  |                    |                                             |  |  |  |  |  |  |  |                    |
|                                 |                                     |  |                    | August III. Polský                          |  |  |  |  |  |  |  |                    |
|                                 |                                     |  |                    |                                             |  |  |  |  |  |  |  |                    |
|                                 | Marie Amálie Saská                  |  |                    |                                             |  |  |  |  |  |  |  |                    |
|                                 |                                     |  |                    |                                             |  |  |  |  |  |  |  |                    |
|                                 |                                     |  |                    | Marie Josefa Habsburská                     |  |  |  |  |  |  |  |                    |
|                                 |                                     |  |                    |                                             |  |  |  |  |  |  |  |                    |
|                                 | Marie Isabela Španělská             |  |                    |                                             |  |  |  |  |  |  |  |                    |
|                                 |                                     |  |                    |                                             |  |  |  |  |  |  |  |                    |
|                                 |                                     |  |                    | Filip V. Španělský                          |  |  |  |  |  |  |  |                    |
|                                 |                                     |  |                    |                                             |  |  |  |  |  |  |  |                    |
|                                 | Filip Parmský                       |  |                    |                                             |  |  |  |  |  |  |  |                    |
|                                 |                                     |  |                    |                                             |  |  |  |  |  |  |  |                    |
|                                 |                                     |  |                    | Alžběta Parmská                             |  |  |  |  |  |  |  |                    |
|                                 |                                     |  |                    |                                             |  |  |  |  |  |  |  |                    |
|                                 | Marie Luisa Parmská                 |  |                    |                                             |  |  |  |  |  |  |  |                    |
|                                 |                                     |  |                    |                                             |  |  |  |  |  |  |  |                    |
|                                 |                                     |  |                    | Ludvík XV.                                  |  |  |  |  |  |  |  |                    |
|                                 |                                     |  |                    |                                             |  |  |  |  |  |  |  |                    |
|                                 | Luisa Alžběta Francouzská           |  |                    |                                             |  |  |  |  |  |  |  |                    |
|                                 |                                     |  |                    |                                             |  |  |  |  |  |  |  |                    |
|                                 |                                     |  |                    | Marie Leszczyńská                           |  |  |  |  |  |  |  |                    |
|                                 |                                     |  |                    |                                             |  |  |  |  |  |  |  |                    |